# التحام الثديين
التحام الثديين (حرفيًا سماستيا) هي حالةٌ تعرف بالتقاء نسيج الثدي في كلا الثديين عبر خط الوسط الأمامي لعظم القفص الصدري. هذه الحالة يمكن تصحيحها جراحيًا عبر جراح تجميل من خلال إزالة الالتحام.
قد يكون الالتحام خلقيًا منذ الولادة أو علاجيَّ المنشأ. تعد الحالة الخلقية نادرةً مع عددٍ قليلٍ من الحالات المنشورة، أما الالتحام علاجي المنشأ فقد يحدث بعد عملية تكبير الثدي، وذلك نتيجةً لانطلاق الجلد والأنسجة العضلية حول عظمة القص بسبب الإفراط في التشريح.